# 15才 (アルバム)
『15才』（15さい）は、山口百恵の5枚目のスタジオ・アルバム。1974年12月10日にCBSソニーよりリリースされた。

## 解説
- 帯コピー：よろこびと涙でめくれてゆく15のページ・・・・・・・・・ 15才のテーマ完結篇
- 篠山紀信撮影・豪華カラー写真つき
- 「ちっぽけな感傷」はシングルとは別バージョン。
- B面は文芸作品をテーマに制作された。
- 全曲間に百恵のナレーションが入っている。
- 1991年6月15日に発売されたCD選書版ではナレーションがカットされている。
- 2003年6月4日に発売された、全オリジナルアルバム22枚を復刻したCD-BOX『MOMOE PREMIUM』にはリマスタリング音源で収録され、ナレーションも復刻している（2007年9月30日には更なるマスターサウンド仕様が施された『Complete MOMOE PREMIUM』が発売された）。

## 収録曲
全作詞: 千家和也。
| 全作曲: 馬飼野康二 (注記を除く)、全編曲: 馬飼野康二 (注記を除く)。 |                                    |      |                         |      |
| #                                                                  | タイトル                           | 作詞 | 作曲・編曲              | 時間 |
| 1.                                                                 | 「ちっぽけな感傷」(新編曲)         |      | 馬飼野康二              | 3:14 |
| 2.                                                                 | 「倖せのまえぶれ」                 |      | 馬飼野康二              | 3:12 |
| 3.                                                                 | 「名前のない時間」(作曲: 佐々木勉) |      | 馬飼野康二 (注記を除く) | 3:28 |
| 4.                                                                 | 「聖少女」(編曲: あかのたちお)     |      | 馬飼野康二              | 3:38 |
| 5.                                                                 | 「清潔な恋」                       |      | 馬飼野康二              | 3:15 |
| 6.                                                                 | 「慕情」(作曲: 都倉俊一)           |      | 馬飼野康二 (注記を除く) | 3:44 |

| 全編曲: 高田弘。 |                                |      |            |      |
| #                | タイトル                       | 作詞 | 作曲       | 時間 |
| 1.               | 「伊豆の踊子」(同名映画主題歌) |      | 都倉俊一   | 3:02 |
| 2.               | 「野菊の墓」                   |      | 佐々木勉   | 2:47 |
| 3.               | 「たけくらべ」                 |      | 佐々木勉   | 3:22 |
| 4.               | 「誰も愛せない」               |      | 佐々木勉   | 2:59 |
| 5.               | 「乙女は待っている」           |      | 都倉俊一   | 2:39 |
| 6.               | 「嵐の中の少女」               |      | 馬飼野康二 | 3:28 |

## 関連作品
- MOMOE PREMIUM
- 山口百恵 22 Original Albums Collection
- Complete MOMOE PREMIUM